# Teigebyen
Teigebyen este o localitate din comuna Nannestad, provincia Akershus, Norvegia, cu o suprafață de 1,5 km² și o populație de 2.549 locuitori (2013).